# Kadoma
Kadoma er en by i den centrale del af Zimbabwe, med et indbyggertal (pr. 2022) på cirka 116.000. Byen ligger cirka 140 kilometer sydvest for hovedstaden Harare, og dens primære beskæftigelseskilde er minedrift af guld, kobber og nikkel.
18°21′S 29°55′Ø / 18.350°S 29.917°Ø
1. ↑  Zimbabwe: Provinces, Major Cities & Urban Localities - Population Statistics, Maps, Charts, Weather and Web Information